# 亭山县
亭山县，古县名。隋开皇六年（585年）改卫国县置，治今山东省章丘市西南。属齐郡。唐属齐州。因县东南有亭山，故名。唐元和十五年（820年）并入章丘县。 